# Romana (Jordanès)
Romana est une œuvre de langue latine de l'historien byzantin d'origine gothique Jordanès, composée dans la seconde moitié du VIe siècle. Elle retrace l'histoire de Rome et du peuple romain de la création jusqu'en 551 ou 552 après Jésus-Christ.

## Titre et éditions
Le titre original de l'œuvre est De summa temporum vel origine actibusque gentis Romanorum, qui fait pendant à l'œuvre majeure de Jordanès : De origine actibusque Getarum. Il signifie littéralement : "Du point le plus élevé des temps, ou de l'origine et des actes du peuple romain". D'autres titres sont connus : De Regnorum ac Temporum Successione, Liber de origine mundi et actibus Romanorum ceterarumque gentium, ou encore De gestis Romanorum.
La première édition du texte a été imprimée en 1515 à Augsbourg dans le Saint-Empire romain germanique, par Konrad Peutinger. La version qui fait généralement autorité chez les universitaires reste néanmoins celle établie par Theodor Mommsen, en 1882, pour les Monumenta Germaniae Historica. C'est de celui-ci que l'on tient le nom par lequel on désigne généralement l'ouvrage de Jordanès, Romana.

## Contenu
L'œuvre se présente comme une histoire de Rome, des origines jusqu'à l'époque de Jordanès. L'historien y compile surtout des textes de Jérôme, en y adjoignant des éléments tirés de Florus et d'un continuateur de Jérôme, Marcellinus Comes. Pour les plus récents événements (fin Ve siècle-VIe siècles), c'est vraisemblablement le témoignage contemporain de Jordanès lui-même qui sert de matériau historique.

### Sources
- (en) Cet article est partiellement ou en totalité issu de l’article de Wikipédia en anglais intitulé « Romana (Jordanes) » (voir la liste des auteurs).